# Zrównoważona moda

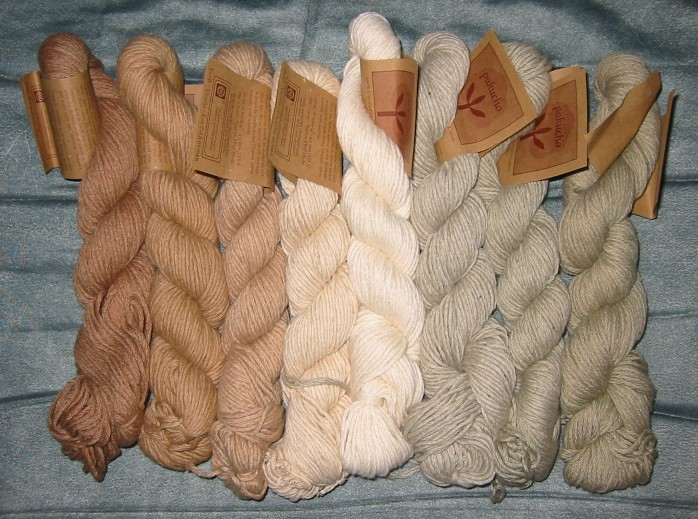
Włókna bawełny organicznej

Zrównoważona moda, inaczej moda ekologiczna – część rozwijającej się filozofii designu i trendów zrównoważenia, a jej celem jest stworzenie systemu, który mógłby być bezgranicznie popierany w kategoriach environmentalizmu i  odpowiedzialności społecznej. Moda, która aktywnie ogranicza lub eliminuje swój negatywny wpływ na życie ludzi, zwierząt i planety. Idea zrównoważenia dotyka wielu aspektów.

## Historia ruchu
Termin "slow fashion" został po raz pierwszy użyty przez Kate Fletcher, profesora w Centre for Sustainable Fashion na London College of Fashion, w artykule opublikowanym w 2007 roku w magazynie "The Ecologist". Fletcher porównała przemysł mody do ruchu Slow Food, argumentując że "slow nie jest przeciwieństwem fast, ale innym podejściem projektantów, kupujących, sprzedawców i konsumentów lepiej znających wpływ produktów na pracowników, społeczności i ekosystemy. Przełomowym momentem dla ruchu była katastrofa w fabryce Rana Plaza w Bangladeszu w 2013 roku, w wyniku której powstała organizacja Fashion Revolution promująca transparentność w przemyśle modowym

## Opis trendu
Zrównoważona moda stanowi część szerszego trendu zrównoważonego designu, gdzie towar jest projektowany i wytwarzany z uwzględnieniem jego całkowitego możliwego wpływu na środowisko i społeczeństwo, w tym tzw. śladu węglowego. W maju 2007 roku magazyn Vogue uznał, że zrównoważona moda wydaje się nie być trendem krótkoterminowym, ale takim który może przetrwać wiele sezonów. Do tej pory environmentalizm w modzie przejawiał się poprzez przekazywanie części dochodów ze sprzedaży produktu na cele charytatywne, teraz natomiast projektanci mody ponownie wdrażają eko-świadome metody u źródła, poprzez stosowanie przyjaznych środowisku materiałów i odpowiedzialnych społecznie metod produkcji.
Według Earth Pledge, organizacji non-profit zaangażowanej w promocję i wspieranie zrównoważonego rozwoju: "Co najmniej 8 tysięcy chemikaliów jest używanych do przetworzenia surowców na tekstylia, a 25% pestycydów używanych na świecie wykorzystuje się do uprawy nieorganicznej bawełny. Powoduje to nieodwracalne szkody dla ludzi i środowiska, a przecież 2/3 śladu węglowego odzieży powstaje po zakupie".

## Wymiar etyczny
W wymiarze etycznym oznacza, że produkcja ubrań i dodatków nie może usprawiedliwiać cierpienia ludzi – wyzysku, współczesnego niewolnictwa, pracy dzieci i łamania praw człowieka. Etyczne marki biorą więc odpowiedzialność za cały cykl produkcyjny swoich kolekcji, często produkując je samodzielnie lub lokalnie i wnikliwie sprawdzając swoich dostawców i panujące u nich warunki pracy. Etyczny wymiar mody może także oznaczać troskę o dobro- stan zwierząt.
Wiele marek świadomie i konsekwentnie rezygnuje z korzystania w swoich kolekcjach z futer i skór, a wełnę i kaszmir pozyskuje wyłącznie ze źródeł gwarantujących hodowlę z poszanowaniem praw zwierząt. Takie marki określają swoje produkty jako wegańskie. Jedną z pierwszych projektantek działającą według tych wartości jest Stella McCourtney, która z sukcesem udowadnia, że także moda luksusowa może się obyć bez skór.
Wiosną 2020 r., w czasach pandemii wirusa SARS-CoV-2, można było usłyszeć o firmach odzieżowych, które podczas lockdownu masowo anulowały zlecenia na produkcję odzieży, chcąc ograniczyć ryzyko strat. Dla krajów takich jak Bangladesz, opierających swoją gospodarkę na przemyśle odzieżowym, mogło to prowadzić do masowej utraty przez miliony szwaczek zarówno miejsc pracy, jak i środków do życia. W tym przypadku presja konsumentów i organizacji, które apelowały do marek o dotrzymanie swoich zobowiązań, okazała się dość skuteczna. Etyka w modzie zaczyna się zatem od przyzwoitości.

## Wymiar ekologiczny
W wymiarze ekologicznym zrównoważona moda minimalizuje zużycie surowców, barwników i szkodliwych chemikaliów, aby generować jak najmniej zanieczyszczeń (wody, powietrza, gleby) i odpadów (tekstylnych, z opakowań itp.). Istotne jest korzystanie z odnawialnych źródeł energii i uważny wybór surowców. Zrównoważona moda chętnie sięga po naturalne materiały (np. organiczną bawełnę, len), które są biodegradowalne, zatem nie rozkładają się przez setki lat. Ekologiczne jest także tworzenie ubrań i dodatków z materiałów z odzysku, nawet jeśli jest to „nienaturalny” poliester z recyklingu (świetna opcja dla odzieży sportowej). Najważniejsze jest tu bowiem, że surowiec jest nadal w obiegu, a nie zalega na wysypisku lub dnie oceanu. Niebagatelna jest tu rola wprowadzanych coraz powszechniej technologii i innowacji pozwalających produkować nowatorskie materiały z odpadów, czy śmieci np. z sieci rybackich, skórek cytrusów, czy butelek PET.
Ekologicznej produkcji w modzie powinna towarzyszyć ekologiczna sprzedaż i dystrybucja. Najbardziej zrównoważone modele biznesowe stawiają na lokalność, żeby ograniczać transport towaru na duże odległości, a tym samym ślad węglowy.
Istotny jest także aspekt kulturowy i ekonomiczny – zrównoważona moda zamiast sezonowych trendów i jednorazowych zachcianek w duchu szybkiej mody (ang. fast fashion) proponuje odpowiedzialną konsumpcję skierowaną ku zaspokajaniu tylko rzeczywistych potrzeb. Takie produkty cechuje ponadczasowy charakter, troska o jakość, estetykę i funkcjonalność. Zrównoważona moda wiąże się również z dbałością o lokalne rzemiosło, dłuższym użytkowaniem produktów, możliwością ich naprawy, wymiany, czasem nawet leasingu. To przywrócenie ubraniom i dodatkom ich wartości, stawianie na jakość, a nie ilość.

## Kwestia marnowania materiałów
Coraz głośniej mówi się o tym, że w przyszłości marki będą musiały brać odpowiedzialność za swoje produkty także po ich sprzedaży – tj. zadbać, by po krótkim czasie nie stały się odpadami, ale jak najdłużej pozostały w obiegu. Już teraz niektóre z nich oferują np. naprawę swoich ubrań i odbieranie od klientów tych niechcianych, aby znaleźć dla nich nowych użytkowników lub wykorzystać do produkcji kolejnych kolekcji. Tak wygląda moda w duchu lesswaste i no waste – wytwarzająca jak najmniej odpadów i marnująca jak najmniej zasobów.

## Ruch mody odpowiedzialnej
Moda odpowiedzialna, inaczej moda powolna to świadome podejście do mody, które przejawia się w kupowaniu mniejszej ilości ubrań i wybieraniu rzeczy lepszej jakości, które wystarczą na dłużej. Slow fashion z perspektywy konsumenta może przejawiać się w zmianie zachowań i nawyków, jakie nim kierują w trakcie zakupów. Może też pojawić się większe zaufanie klienta w stosunku do marek zrównoważonych, odpowiedzialność nie tylko za swoje decyzje, ale także za to, jak wygląda proces produkcji i dystrybucji ubrań, które taki konsument kupuje.
Jest przeciwieństwem szybkiej mody (po ang. fast fashion).

## Organizacje
Fashion Revolution - Międzynarodowy ruch działający na zasadzie organizacji pożytku publicznego, reprezentowany przez The Fashion Revolution Foundation i Fashion Revolution CIC z zespołami krajowymi na całym świecie. Organizacja została założona w 2013 roku w Wielkiej Brytanii po katastro- fie budowlanej kompleksu Rana Plaza, uznawanej za największą w czasach współczesnych pod względem liczby ofiar śmiertelnych. Ruch powstał na rzecz reformy branży mody z naciskiem na potrzebę większej przejrzystości w łańcuchu dostaw i odpowiedzialnych praktyk przemysłu związanego z modą, w szczególności branży odzieżowej, obuwniczej i z nimi powiązanych. Ruch w swoim manifeście opisuje przyjazną i transparentną wizję świata mody, która jest możliwa, o ile zajdą w nim zmiany na wielu szczeblach. Organizacja poprzez swoje działania edukuje twórców i konsu- mentów, popularyzuje odpowiedzialność, egzekwuje przejrzystość w procesie produkcji odzieży.
Ruch na całym świecie skupia twór- ców, projektantów, naukowców, liderów biznesu, polityków, właścicieli marek, sprzedawców, producentów, pracowników produkcji, związki zawodowe, aktywistów, miłośników mody – wszystkich tych, dla których istotna jest odpowiedzialność w każdym aspekcie funkcjonowania sek- tora mody. Jako przedsięwzięcie na skalę globalną Fashion Revolution ma ponownie połączyć poszczególne elementy całego łańcucha dostaw w jedną całość, w której każdy pracownik jest ważny i szanowany za swoją pracę.
Ubrania do oddania - W 2017 roku został powołany do życia projekt UbraniaDoOddania.pl, w którym zamieniane są niepotrzebne ubrania na darowizny finansowe, które trafiają do współpracujących z organizacją NGO’sów. Zespół wierzy, że założenia gospodarki obiegu zamkniętego to nie tylko chwytliwe frazesy, a działanie, które naprawdę mogą zmienić trudną sytuację naszej planety. Pozyskane ubrania organizacja ratuje przed zmarnowaniem, dając im drugie życie.  Główna idea tej działalności to transparentność i realna pomoc. Przekazali już ponad 450 000 zł  do 150 NGO’sów.
Kupuj odpowiedzialnie - jest ogólnopolską organizacją prowadzącą działalność na rzecz zrównoważonego rozwoju i ochrony środowiska, odpowiedzialnej konsumpcji i produkcji oraz przestrzegania praw człowieka i zasad ochrony środowiska w biznesie. Ich celem jest podniesienie świadomości oraz zdolności polskiego społeczeństwa do podejmowania odpowiedzialnych środowiskowo i społecznie wyborów konsumenckich, a także zwiększenie wpływu polskich konsumentów na politykę polskich firm i globalnych korporacji w celu poprawy ich standardów działania w zakresie ochrony środowiska i przestrzegania praw człowieka.

## Alternatywy dla tradycyjnych zakupów
Haulternative - inicjatywa Fashion Revolution będąca alternatywą dla popularnego wśród blogerek i youtuberek rodzaju treści prezentowanych w sieci, a ukrywających się pod nazwą haul. Haul to po angielsku ,,zdobycz”, a treści internetowe oznaczone tym tagiem pokazują produkty zdobyte podczas tzw. szału zakupowego. Haul jest łączony z nadmierną konsumpcją, ponieważ niejednokrotnie odzież czy dodatki zakładane są tylko raz, na potrzeby prezentacji w mediach społecznościowych, a następnie zastępowane kolejnymi.
Haulternative polega na powstrzymaniu się od konsumpcjonizmu, na pokazaniu widzom/czytelnikom tego, co już posiadamy, w taki sposób, aby i oni chcieli odkryć na nowo swoje stare przedmioty.
Inicjatywa haulternative ma na celu edukowanie na temat wpływu nadmiernego konsumpcjonizmu na ludzi i planetę, a także zachęcanie do ograniczania, powstrzymania się od zakupu nowych przedmiotów.
Wymiana odzieżowa
Wymiana odzieży pomiędzy dwiema lub więcej stronami; idea swapów – w Polsce nazywanych także „szafingiem” – polega na wymianie „dobro za dobro”, bezgotówkowo – w przypadku swapów odzieżowych wymiana dotyczy ubrań, akcesoriów, obuwia itp. pomiędzy zainteresowanymi osobami.
Uważa się, że pierwsza oficjalna wymiana odzieżowa odbyła się w 1994 roku w San Francisco, choć tak naprawdę pomysł na wymienianie się ubraniami i dodatkami pomiędzy członkami rodziny czy w grupach znajomych jest powszechnie znany i praktykowany. Idea wymiany w zależności od potrzeb i oczekiwań uczestników czy wielkości wydarzenia, może ewoluować. Pomysł organizowania wymian odzieżowych przyjął się w Polsce zarówno w większych miastach, jak i w mniejszych ośrodkach.
Wymiany organizowane są jako oddzielne wydarzenia, ale i towarzyszą innym inicjatywom (targom, warsztatom, lokalnym świętom itp.) czy działaniom o zróżnicowanych celach (np. pierwsza, oficjalna wymiana odzieży w Trójmieście, która odbyła się w 2009 r., miała być sposobem na modę czasów kryzysu ekonomicznego).
Vintage
W modzie termin ten odnosi się do przedmiotów, które przywodzą na myśl przeszłość. To przede wszystkim dobrze zachowane elementy garderoby mające od 20 do 100 lat. Starsze ubrania i dodatki nazywamy antykami. Terminem vintage określa się często, choć błędnie, również ubrania i akcesoria stylizowane na pochodzące sprzed kilkudziesięciu lat, jednak vintage nie oznacza stylistyki nawiązującej do minionych epok. Poprawnym określeniem takiej stylistyki, a także poszczególnych stylizowanych elementów garderoby, jest słowo retro.
Nieodłączną cechą określenia „vintage” jest jego zmienny charakter. Przedmioty, które 10 lat temu miały 95 lat, wciąż były vintage, ale dziś są już antykami. Z kolei ubrania i dodatki, które jeszcze niedawno były po prostu „niemodne”, dziś mogą mieścić się już w kategorii vintage.
ZTS
Najczęściej funkcjonuje pod skrótem DIY, z angielskiego: zrób to sam. Określenie idei, która związana jest z wykonywaniem prac samodzielnie, bez pomocy profesjonalistów, jedynie z ich wskazówkami. Koncepcja DIY utoż- samiana jest z rękodziełem, przeprowa- dzaniem napraw, przeróbek krawieckich, samodzielnym tworzeniem nowych ubrań, akcesoriów, produktów do domu czy kosmetyków. DIY zakłada wykonywa- nie przedmiotów, które mają unikatowy charakter i nie są produkowane na maso-
wą skalę. Każda z wytworzonych w koncepcji DIY rzeczy ma swoją niepowtarzalną tożsamość. Idea ta zachęca do używania materiałów pochodzących z recyklingu (wpisującego się w wartości mody zrównoważonej) i jest rozwiązaniem korzystnym ekonomicznie. Dzięki DIY porzucone czy zniszczone przedmioty (m.in. ubrania, akcesoria, meble itp.) dostają szansę na ponowne ich wykorzystanie.

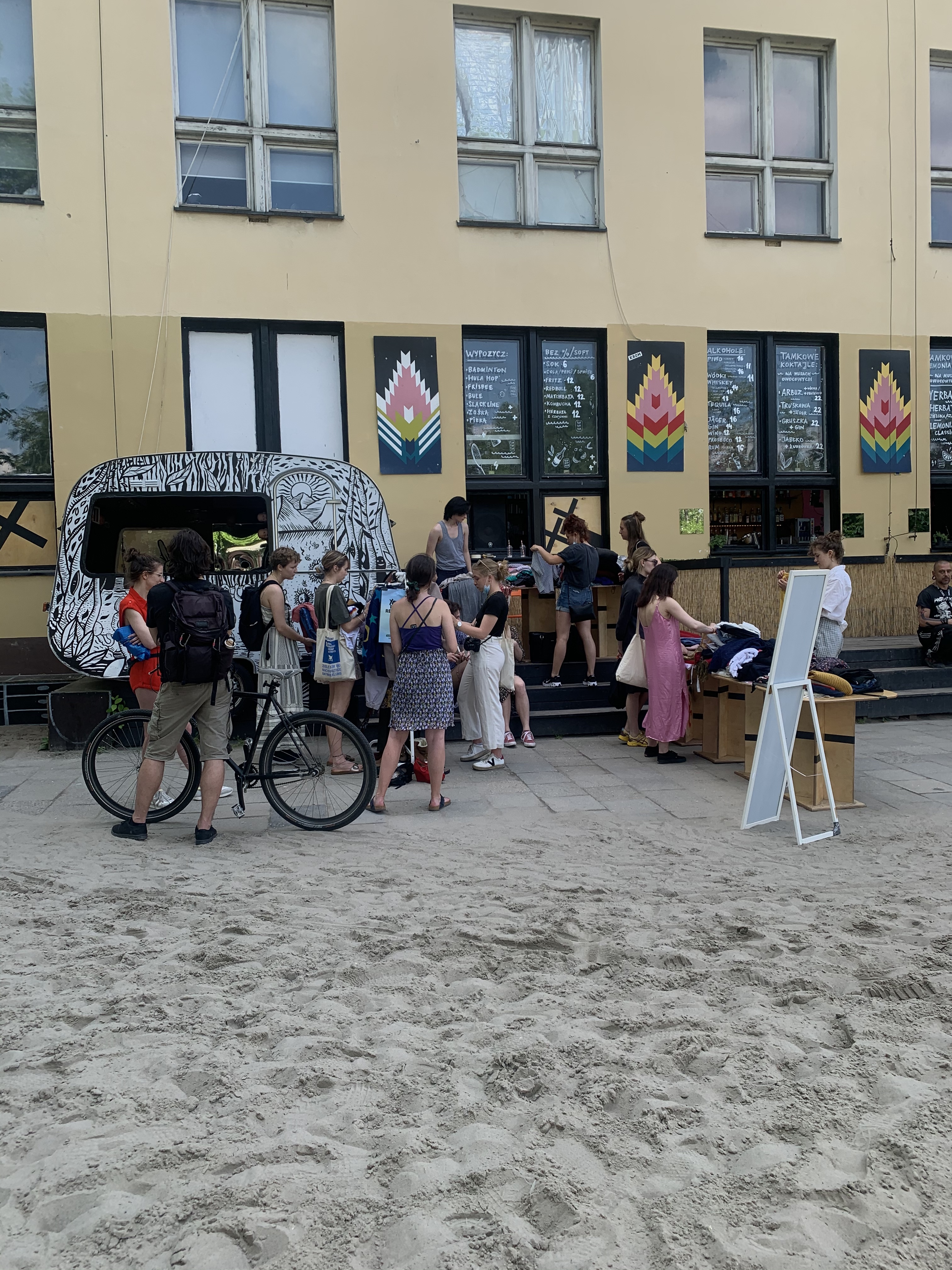
Wymiana odzieżowa we Wrocławiu.

## Materiały
Istnieje wiele czynników, które należy wziąć pod uwagę przy uwzględnianiu zrównoważenia materiału. Odnawialność i źródło włókna, proces, w jakim surowe włókno jest przetwarzane na tekstylia, warunki pracy ludzi przy wytwarzaniu tych materiałów oraz ich całkowity ślad węglowy.

### Włókna naturalne
Włókna naturalne to włókna organicznego pochodzenia, które nie bazują na ropie. Włókna naturalne można podzielić na dwie główne grupy, włókna celulozowe, czyli pochodzenia roślinnego oraz białkowe, czyli pochodzenia zwierzęcego.

#### Włókna celulozowe
Bawełna jest jedną z najszerzej uprawianych roślin na świecie, a także jedną z wymagających najbardziej intensywnego użycia chemikaliów. Przy konwencjonalnej uprawie bawełny używa się około 25% światowych insektycydów i ponad 10% światowych pestycydów. Inne włókna celulozowe to m.in. juta, len, konopie, ramia, abaka, bambus, soja, włókna kukurydzy, banana czy ananasa.

#### Włókna białkowe
Wełna, jedwab, angora, wełna wielbłądzia, alpaka, wełna z wigonia, kaszmir, moher.

### Włókna wytwarzane
Z naturalnych materiałów: lyocell (tencel), polilaktyd (PLA).

### Włókna z recyklingu
Włókna z recyklingu albo z odzysku powstają ze ścinków materiałów zbieranych od fabryk odzieży, które są ponownie przetwarzane na krótkie włókna używane do produkcji nowej przędzy. Istnieje tylko kilka zakładów na świecie, które są zdolne do przetwarzania ścinków materiałów z mieszanki włókien bawełny z recyklingu i dodają do nich dla wzmocnienia włókna z wtórnego zastosowania odpadów PET oraz włókna akrylowe dla poprawienia intensywności i natężenia koloru.

## Projektanci
Projektanci twierdzą, że próbują raczej inkorporować te zrównoważone praktyki do aktualnych trendów, a nie tworzyć "ubrania hippisowskie". Z powodu kosztów związanych z minimalizowaniem szkód związanych z uprawą, przetwarzaniem i przewozem produktów, moda zrównoważona jest zazwyczaj droższa od odzieży produkowanej w sposób konwencjonalny.
Celebryci, modelki i projektanci tacy jak Stella McCartney, Rogan Gregory, Peter Ingwersen, Ali Hewson, Bono, czy Summer Rayne Oakes ostatnio przywiązują wagę do mody świadomej społecznie i przyjaznej środowisku. Portland Fashion Week, który od 2005 roku gości zrównoważonych projektantów i ich kreacje, do swoich wysiłków na rzecz stworzenia tygodnia mody, na którym prezentowane są w 100% projekty przyjazne ekologii, przyciągnął także międzynarodowe media. Rosnąca liczba gwiazd Hollywood jest kojarzona ze zrównoważoną modą, m.in. Natalie Portman, Cameron Diaz, Alicia Silverstone, Adrian Grenier, Jennifer Aniston i Salma Hayek.

## Kontrowersje
Chociaż wszystkie rodzaje bawełny mają duży ślad węglowy, jeśli chodzi o ich uprawę i produkcję, bawełna organiczna uznawana jest za bardziej zrównoważony wybór materiału, z racji na zupełny brak toksycznych pestycydów i sztucznych nawozów. Wielu projektantów rozpoczęło eksperymentowanie z włóknem bambusowym, które podczas swojego cyklu życiowego pochłania gazy cieplarniane, rośnie szybko i obficie bez użycia pestycydów. Mimo to, produkcja materiałów z bambusa może być szkodliwa dla środowiska, ponieważ przy tworzeniu miękkiej wiskozy z twardego bambusa stosowane są środki chemiczne. Niektórzy uważają, że to konopie są najlepszych wyborem, jeśli chodzi o ekotkaniny, ze względu na łatwość uprawy, ale w niektórych państwach ich uprawa pozostaje nielegalna. Wszystkie te fakty powodują, że najbardziej zrównoważonym wyborem są tkaniny z recyklingu, z odzysku, z nadwyżek czy vintage, ponieważ nie wymagają uprawy i produkcji surowca. Niedawno pojawiła się nowa alternatywa dla mody zrównoważonej, wykorzystująca włókna syntetyczne w tzw. technologii AirDye, która eliminuje stosowanie wody w całym procesie farbowania i tworzenia nadruków. Podczas gdy krytycy dalej wytykają stosowanie chemikaliów w wytwarzaniu materiałów syntetycznych, ta metoda znacząco zmniejsza konsumpcję i zanieczyszczenie wody, podczas gdy bawełna (organiczna czy nie) wymaga stosowania ogromnych ilości wody podczas uprawy i procesu farbowania.
Krytycy zrównoważonej mody wskazują, że jest to trend dążący do uzyskania zgody społecznej dla drogich dóbr luksusowych. Inny z głównych nurtów krytyki w odniesieniu do niej wskazuje na zachęcanie konsumentów poprzez ciągłe zmiany mody do systematycznego pozbywania się ubrań z zeszłego sezonu w celu kupowania ubrań odpowiadającym ostatnim trendom.